# Brett Connolly
Brett Connolly, född 2 maj 1992, är en kanadensisk professionell ishockeyspelare som spelar för Chicago Blackhawks i NHL. 
Han har tidigare spelat på NHL-nivå för Florida Panthers, Washington Capitals, Tampa Bay Lightning och Boston Bruins och på lägre nivåer för Syracuse Crunch i AHL och Prince George Cougars i WHL.
Connolly draftades i första rundan i 2010 års draft av Tampa Bay Lightning som sjätte spelare totalt.
Den 2 mars 2015 skickade Lightning iväg Connolly till Bruins i utbyte mot två stycken andra draftval, där ena är för 2015 års draft och den andra är för 2016 års draft.

## Statistik
| 2007–2008   | Cariboo Cougars       | BCMML       | 38  | 16 | 16 | 32  | 80  | 6  | 4 | 1 | 5  | 10 |
|             | Prince George Cougars | WHL         | 4   | 0  | 0  | 0   | 0   | —  | — | — | —  | —  |
| 2008–2009   | Prince George Cougars | WHL         | 65  | 30 | 30 | 60  | 38  | 4  | 0 | 2 | 2  | 6  |
| 2009–2010   | Prince George Cougars | WHL         | 16  | 10 | 9  | 19  | 8   | —  | — | — | —  | —  |
| 2010–2011   | Prince George Cougars | WHL         | 59  | 46 | 27 | 73  | 26  | 1  | 0 | 0 | 0  | 0  |
| 2011–2012   | Tampa Bay Lightning   | NHL         | 68  | 4  | 11 | 15  | 30  | —  | — | — | —  | —  |
| 2012–2013   | Tampa Bay Lightning   | NHL         | 5   | 1  | 0  | 1   | 0   | —  | — | — | —  | —  |
|             | Syracuse Crunch       | NHL         | 71  | 31 | 32 | 63  | 53  | 18 | 6 | 5 | 11 | 12 |
| 2013–2014   | Tampa Bay Lightning   | NHL         | 11  | 1  | 0  | 1   | 4   | —  | — | — | —  | —  |
|             | Syracuse Crunch       | NHL         | 66  | 21 | 36 | 57  | 50  | —  | — | — | —  | —  |
| 2014–2015   | Tampa Bay Lightning   | NHL         | 50  | 12 | 3  | 15  | 38  | —  | — | — | —  | —  |
|             | Boston Bruins         | NHL         | 5   | 0  | 2  | 2   | 10  | —  | — | — | —  | —  |
| 2015–2016   | Boston Bruins         | NHL         | 71  | 9  | 16 | 25  | 20  | —  | — | — | —  |    |
| 2016–2017   | Washington Capitals   | NHL         | 66  | 15 | 8  | 23  | 40  | 7  | 0 | 0 | 0  | 0  |
| 2017–2018   | Washington Capitals   | NHL         | 70  | 15 | 12 | 27  | 30  | 24 | 6 | 3 | 9  | 6  |
| 2018–2019   | Washington Capitals   | NHL         | 81  | 22 | 24 | 46  | 24  | 7  | 2 | 0 | 2  | 6  |
| 2019–2020   | Florida Panthers      | NHL         | 42  | 16 | 10 | 26  | 14  | —  | — | — | —  | —  |
| NHL totalt  | NHL totalt            | NHL totalt  | 469 | 95 | 86 | 181 | 210 | 38 | 8 | 3 | 11 | 12 |
| AHL totalt  | AHL totalt            | AHL totalt  | 137 | 52 | 68 | 120 | 103 | 18 | 6 | 5 | 11 | 12 |
| NCAA totalt | NCAA totalt           | NCAA totalt | 144 | 86 | 66 | 152 | 72  | 5  | 0 | 2 | 2  | 6  |